# Dianthus paghmanicus
Dianthus paghmanicus är en nejlikväxtart som beskrevs av K. H. Rechinger. Dianthus paghmanicus ingår i släktet nejlikor, och familjen nejlikväxter. Inga underarter finns listade i Catalogue of Life.